# Ратаєвіче
Ратаєвіче (пол. Ratajewicze) — село в Польщі, у гміні Вишниці Більського повіту Люблінського воєводства.
Населення — 160 осіб (2011).
У 1975-1998 роках село належало до Білопідляського воєводства.

## Демографія
Демографічна структура станом на 31 березня 2011 року:
|          | Загалом | Допрацездатний вік | Працездатний вік | Постпрацездатний вік |
| -------- | ------- | ------------------ | ---------------- | -------------------- |
| Чоловіки | 84      | 10                 | 62               | 12                   |
| Жінки    | 76      | 10                 | 37               | 29                   |
| Разом    | 160     | 20                 | 99               | 41                   |